# Neuilly-l'Hôpital
Neuilly-l'Hôpital é uma comuna francesa na região administrativa de Altos da França, no departamento de Somme. Estende-se por uma área de 7,69 km². Em 2010 a comuna tinha 336 habitantes (densidade: 43,7 hab./km²).